# Cotoneaster krasnovii
Cotoneaster krasnovii es una especie de planta del género Cotoneaster, perteneciente a la familia Rosaceae.

## Taxonomía
Cotoneaster krasnovii fue descrita por Antonina Poyárkova en 1961.

## Distribución
Se encuentra en el territorio de Kazajistán.